# Phil McLean
Phil McLean (* 4. Mai 1923 in Detroit; † 28. Mai 1993 auf Hilton Head Island, South Carolina) war in den 1950er bis zu den 1970er Jahren einer der führenden US-amerikanischen Discjockeys.

## Berufliche Laufbahn
McLean betätigte sich schon während seiner Highschoolzeit als Discjockey. Während des Zweiten Weltkrieges war er Kampfflieger bei der Navy. Anschließend nahm er ein Studium an der University of Michigan auf, das er 1948 abschloss. 1951 wurde er Discjockey beim Clevelander Rundfunksender WERE 1300 AM. Zusammen mit seinem Kollegen Bill Randle entwickelte er ein populäres Sendeformat zur Förderung nationaler Schallplatteninterpreten. Außerdem führte er in den 1950er Jahren in Cleveland durch eine Rock-’n’-Roll-Fernsehshow, die dem American Bandstand angelehnt war. 
Ende 1961 Anfang 1962 nahm McLean bei dem New Yorker Musiklabel Versatile zwei Single-Schallplatten auf. Die A-Seite der ersten Platte enthielt den Titel Small Sad Sam, eine Parodie auf den Jimmy-Dean-Erfolg Big Bad John. Die Parodie erreichte in den Hot 100 des US-Musikmagazins Billbord als Bestwert den 21. Platz. Die Single wurde auch in mehreren anderen englischsprachigen Ländern veröffentlicht. 
Bereits im Laufe des Jahres 1961 hatte McLean, nachdem WERE sein Programm unstrukturiert hatte, Cleveland verlassen und sich in New York niedergelassen, wo er mehrere Jahre lang eine Radio-Nachtshow veranstaltete. 1971 kehrte er nach Cleveland zurück, wo er in den nächsten Jahren bei verschiedenen Radiostationen arbeitete. Zuletzt zog er nach Hilton Head Island (South Carolina) und wurde dort Discjockey beim Sender WHHR. McLean starb 70-jährig auf Hilton Head Island. 